# Quatuor à cordes no 1 de Bridge
Pour les articles homonymes, voir Quatuor à cordes no 1.
Le Quatuor à cordes no 1 en mi mineur H.70 est une composition de musique de chambre de Frank Bridge. Destiné à un concours de composition de la Société Philharmonique de Cologne en 1906, il est en quatre mouvements.

## Structure
1. Adagio - Allegro appassionato
2. Adagio molto
3. Allegretto gracioso
4. Allegretto agitato

- durée d'exécution: trente deux minutes